# Oise (departament)
Oise (wymowaⓘ, ˈwaːz) – francuski departament położony w regionie Hauts-de-France. Departament oznaczony jest liczbą 60. Departament został utworzony 4 marca 1790. Jego nazwa pochodzi od przepływającej przez jego terytorium rzeki Oise.
Według danych na rok 2010 liczba zamieszkującej departament ludności wynosi 803 595 os. (137 os./km²); powierzchnia departamentu to 5887 km². Ośrodkiem administracyjnym (prefekturą) i największym miastem departamentu jest Beauvais. 
W 2023 roku w skład departamentu wchodziło 679 gmin (lista).

## Miejscowości
Największe miejscowości departamentu (w nawiasach liczba ludności w 2021 roku):

- Beauvais (56 677)
- Compiègne (40 394)
- Creil (36 106)
- Nogent-sur-Oise (21 382)
- Senlis (15 255)
- Méru (14 320)
- Crépy-en-Valois (14 217)
- Montataire (13 701)
- Noyon (12 987)
- Pont-Sainte-Maxence (12 291)
- Chantilly (10 652)
- Clermont (10 475)
- Chambly (9980)
- Lamorlaye (8993)
- Gouvieux (8924)
- Margny-lès-Compiègne (8716)
- Liancourt (6983)
- Villers-Saint-Paul (6521)
- Saint-Just-en-Chaussée (6060)
- Mouy (5305)
- Lacroix-Saint-Ouen (4978)
- Bornel (4785)
- Laigneville (4767)
- Verneuil-en-Halatte (4734)
- Saint-Leu-d’Esserent (4606)
- Thourotte (4456)
- Nanteuil-le-Haudouin (4185)
- Breteuil (4156)
- Neuilly-en-Thelle (4077)